# Sälstjärnen
Sälstjärnen är en sjö i Tanums kommun i Bohuslän och ingår i Örekilsälven-Strömsåns kustområde. Sjöns area är 0,045 kvadratkilometer och den befinner sig 140 meter över havet.